# Rodolphe d'Anhalt-Zerbst
Rodolphe d'Anhalt-Zerbst (né le 28 octobre 1576 à Harzgerode et mort le 20 août 1621 à Zerbst) est prince d'Anhalt de 1586 à 1603, puis prince d'Anhalt-Zerbst jusqu'à sa mort.
Il est le cinquième fils du prince Joachim-Ernest d'Anhalt. Lorsque son père meurt, en 1586, ses sept fils lui succèdent conjointement. Ce règne commun dure jusqu'en 1603, lorsque les cinq fils survivants se partagent l'Anhalt. Rodolphe obtient l'Anhalt-Zerbst, sur lequel il règne jusqu'à sa mort en 1621.

## Descendance
Le 29 décembre 1605, Rodolphe épouse Dorothée-Hedwige de Brunswick-Wolfenbüttel (3 février 1587 – 16 octobre 1609), fille du duc Henri-Jules de Brunswick-Wolfenbüttel. Ils ont quatre enfants :
- une fille mort-née (1606) ;
- Dorothée d'Anhalt-Zerbst (25 septembre 1607 – 26 septembre 1634), épouse en 1623 le duc Auguste II de Brunswick-Wolfenbüttel ;
- Éléonore d'Anhalt-Zerbst (10 novembre 1608 – 2 novembre 1681), épouse en 1632 le duc Frédéric de Schleswig-Holstein-Norbourg ;
- une fille mort-née (16 octobre 1609).

Le 31 août 1612, Rodolphe se remarie avec Madeleine (6 octobre 1585 – 14 avril 1657), héritière de Jever et fille du comte Jean VII d'Oldenbourg. Ils ont deux enfants :
- Élisabeth (1er décembre 1617 – 3 juin 1639) ;
- Jean VI (24 mars 1621 – 4 juillet 1667), prince d'Anhalt-Zerbst.